# یان بنیگیر
یان بنیگیر (لهستانی: Jan Benigier؛ زادهٔ ۱۸ فوریهٔ ۱۹۵۰) بازیکن فوتبال اهل لهستان بود.
از باشگاه‌هایی که در آن بازی کرده‌است می‌توان به باشگاه فوتبال زاویشا بیدگوشچ و باشگاه فوتبال روخ خوژوف اشاره کرد.
وی به‌همراه تیم ملی فوتبال لهستان به مقام نایب قهرمانی بازی‌های المپیک تابستانی ۱۹۷۶ رسیده‌است.